# John Arlott
Leslie Thomas John Arlott est un journaliste, commentateur sportif et écrivain britannique né le 25 février 1914 à Basingstoke et mort le 14 décembre 1991 à Aurigny. Il commente les matchs de cricket sur la BBC entre 1946 et 1980.

## Biographie
John Arlott naît le 25 février 1914 à Basingstoke, dans le Hampshire, en Angleterre. Enfant unique, il grandit dans la loge du surintendant du cimetière de sa ville natale. Il est éduqué dans l'école de sa ville. Enfant, il commence à s'intéresser au cricket et, à l'adolescence, il lit beaucoup sur le sujet. Il quitte l'école à 16 ans, sans avoir décroché le School Certificate. Il enchaîne ensuite différents métiers, travaillant dans une collectivité territoriale puis dans un hôpital psychiatrique. À partir de 1934 et pendant onze ans, est policier à Southampton.
Le 8 mai 1945, il intervient à la radio dans une adresse au roi George VI en tant que représentant de la police. Durant les années qu'il passe dans les forces de l'ordre, il écrit des poèmes. Il est repéré par John Betjeman, qui, cette même année 1945, le fait entrer à la BBC World Service. Il y est producteur s'y occupe de poésie. L'année suivante, l'équipe d'Inde de cricket effectue une tournée en Angleterre, et Arlott est convié à commenter ses deux premiers matchs de préparation. Son travail plaît suffisamment à la BBC pour qu'il soit invité à commenter tous les matchs du voyage, y compris les test-matchs disputés face à l'équipe d'Angleterre.
John Arlott commente ainsi tous les matchs joués à domicile par l'équipe d'Angleterre de 1946 à 1980, mais se déplace rarement à l'étranger. Il suit la tournée de la sélection nationale en Afrique du Sud, en 1948-1949. Sur le formulaire qu'il doit compléter pour entrer dans le pays, à la question de savoir s'il est Noir ou Blanc, il répond « humain ». Il est consterné par la politique menée par le régime d'Apartheid, contre lequel il exprimera régulièrement publiquement son opposition. À son retour en Europe, il s'arrête en Sicile où il se découvre une passion pour le vin. Il se rend en Australie en 1954-1955 avec l'équipe d'Angleterre. 1957 marque la naissance de Test Match Special sur la BBC. Arlott fait partie de l'équipe de l'émission, au cours de laquelle l'intégralité des test-matchs est commentée.
Au cours des années 1950, il est deux fois candidat aux élections parlementaires britanniques pour le Parti libéral. En 1960, il réussit à faire venir en Grande-Bretagne Basil D'Oliveira, un joueur de cricket Métis du Cap dont la carrière sportive pâtit de la discrimination raciale en Afrique du Sud. D'Oliveira devient international anglais six ans plus tard. De 1968 à 1980, Arlott est correspondant en chef sur le cricket pour le Guardian. En 1968 toujours, il devient le premier président de l'association des joueurs de cricket anglais, la Cricketers' Association, un poste qu'il occupe jusqu'à sa mort.
Il se déplace en Australie en 1977 pour commenter la partie qui célèbre les cent ans du premier test-match, entre l'Australie et l'Angleterre. Il commente son dernier test-match en 1980, lors de la rencontre qui marque les cent ans du premier disputé en Angleterre, entre les mêmes adversaires. À l'issue de celle-ci, il est applaudi par le public et les joueurs.
John Arlott est l'auteur de nombreux ouvrages consacrés au cricket au cours de sa carrière, par exemple Fred: Portrait of a Fast Bowler. Mais son travail ne limite pas au cricket : il est également l'auteur de nombreux articles consacrés au vin.
Il s'installe en 1981 à Aurigny, dans les îles Anglo-Normandes, pour y passer sa retraite. Sa santé se détériore : il souffre de bronchite chronique, et, au cours de sa vie, il a consommé en quantité du vin et du tabac. Il meurt le 14 décembre 1991 dans sa maison d'Aurigny.

## Famille
John Arlott se marie trois fois. Il a trois fils, Jimmy, Tim et Robert dont l'aîné, Jimmy, se tue dans un accident de moto en 1965. Sa deuxième épouse meurt en 1972 à l'âge de 42 ans. Tim Arlott publie en 1994 une biographie de son père, dans laquelle il traite de sa carrière mais aussi de la vie de tous les jours, révélant ses défauts.

## Style
John Arlott commente les matchs avec une voix grondante, sans gommer son accent du Hampshire. Il aime donner à ses commentaires un air « poétique ».

## Distinctions
- Officier de l'Ordre de l'Empire britannique en 1970[3].